# Juscorps
Juscorps ist eine französische Gemeinde mit 380 Einwohnern (Stand: 1. Januar 2022) im Département Deux-Sèvres in der Region Nouvelle-Aquitaine (vor 2016: Poitou-Charentes). Sie gehört zum Arrondissement Niort und zum Kanton La Plaine Niortaise.

## Geographie
Juscorps liegt etwa 13 Kilometer südsüdöstlich vom Stadtzentrum Niorts. Umgeben wird Juscorps von den Nachbargemeinden Saint-Martin-de-Bernegoue im Norden und Nordosten, Saint-Romans-des-Champs im Osten und Südosten, Marigny im Süden und Westen sowie Fors im Nordwesten.

## Bevölkerungsentwicklung
| Jahr                       | 1962 | 1968 | 1975 | 1982 | 1990 | 1999 | 2006 | 2019 |
| Einwohner                  | 240  | 229  | 189  | 235  | 249  | 309  | 326  | 372  |
| Quellen: Cassini und INSEE |      |      |      |      |      |      |      |      |

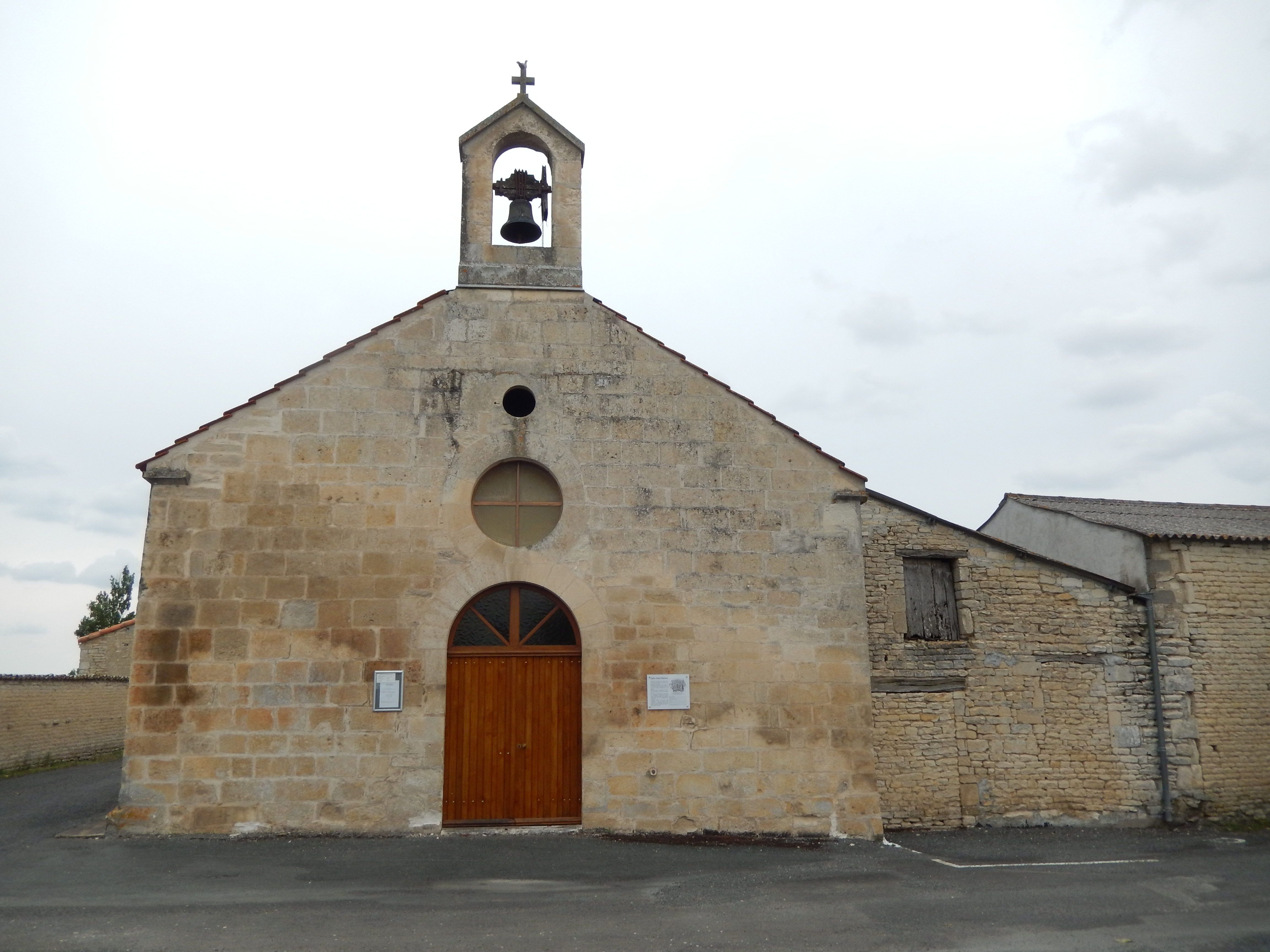
Kirche Saint-Maixent
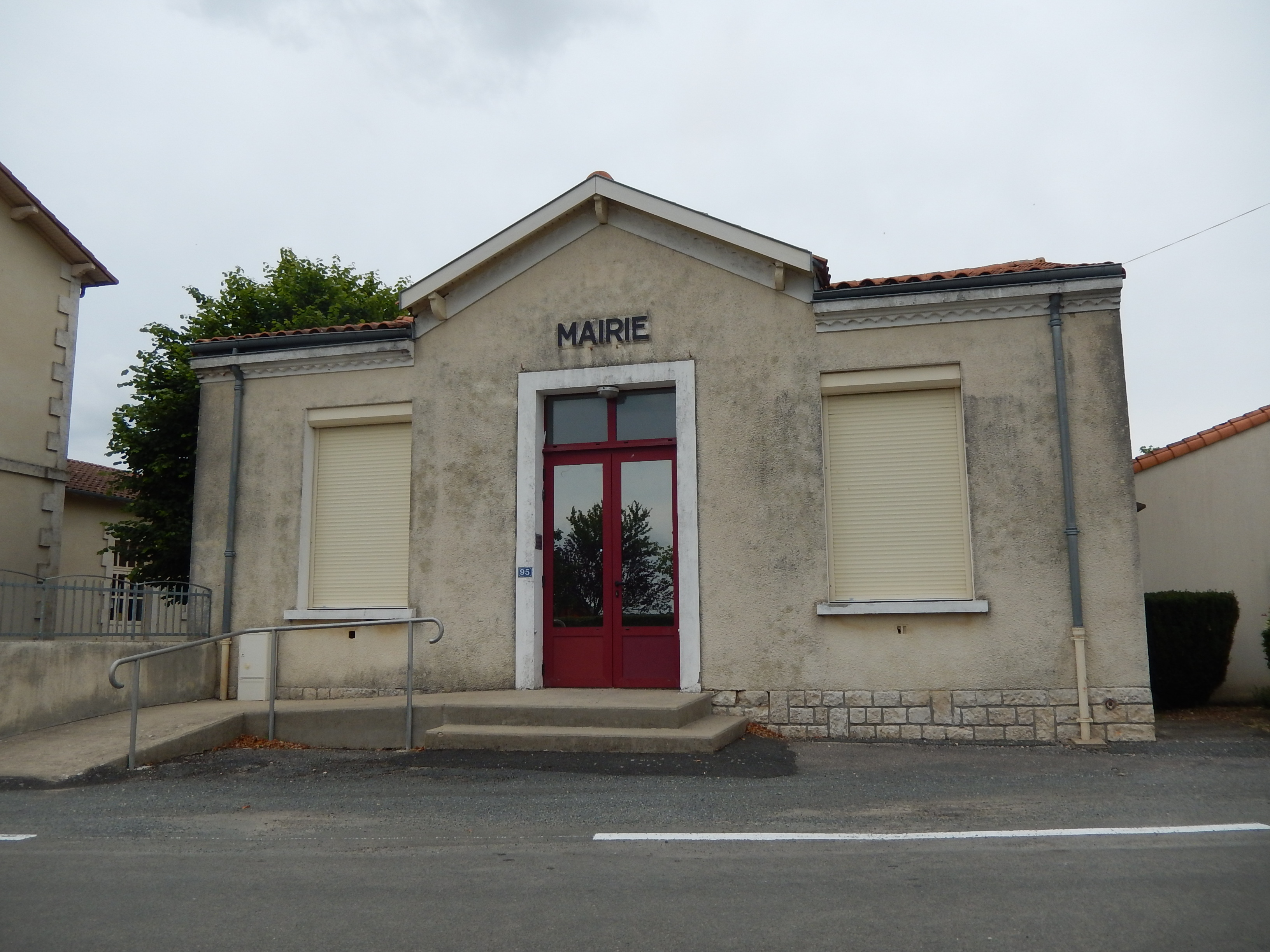
Rathaus
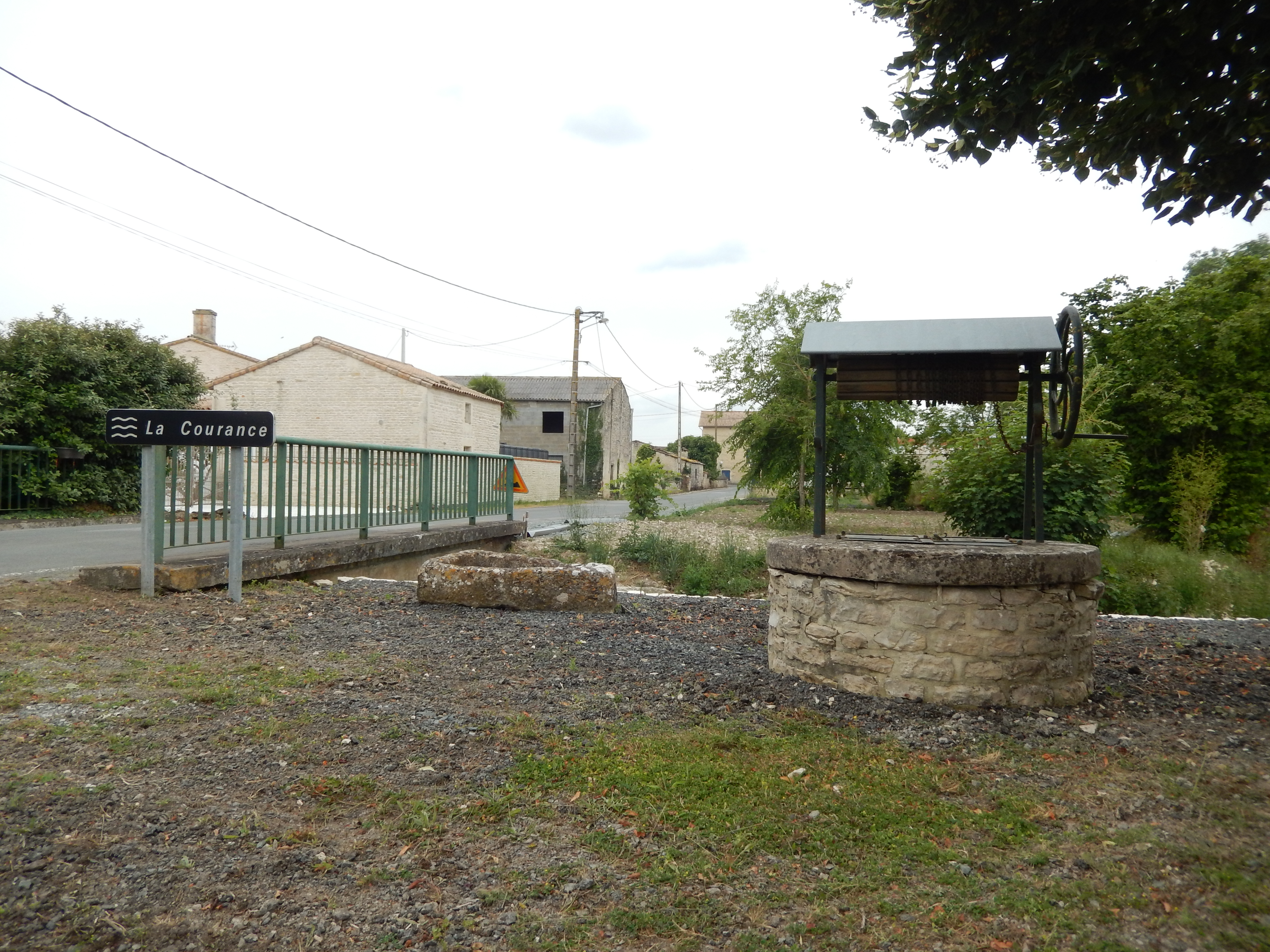
Brunnen